# Coppermine-ekspeditionen 1819–1822
Coppermine-ekspeditionen 1819-1822 var et forsøg på at udforske nordkysten af Canada. Den blev ledet af løjtnant John Franklin, men forfaldt til drab og sandsynligvis kannibalisme på grund af dårlig planlægning og for lidt mad. Elleve af de tyve ekspeditionsmedlemmer omkom. Franklin måtte spise sine støvler for at overleve, men blev modtaget som en helt, da han vendte hjem til England.

## Baggrund
I første halvdel af 1800-tallet sendte det britiske admiralitet en række marineekspeditioner ud for at finde en rute gennem Nordvestpassagen. Man håbede, at dette kunne blive en vigtig handelsvej mellem Europa og Det fjerne østen. I 1819 var der endnu kun to begrænsede områder langs nordkysten af Canada, som var besøgt af europæere: I 1771 havde Samuel Hearne fulgt Coppermine ned til kysten, og i 1789 havde Alexander Mackenzie fulgt Mackenzie-floden ned. Franklins opgave var at padle ned til kysten langs Coppermine-floden fra området omkring Store Slavesø og så kortlægge den enten øst over eller vest over. Samtidig blev der udsendt en søbaseret ekspedition under William Edward Parry, som skulle prøve at sejle gennem passagen og forhåbentlig møde Franklin og hans mænd.
Ekspeditionen havde fra begyndelsen af store svagheder. Den bestod af kun fem personer: Franklin, den skotske marinekirurg og naturforsker John Richardson, de to søkadetter George Back og Robert Hood, og matrosen John Hepburn. Den havde alt for lidt udstyr med sig. Planen var at leje og købe nødvendig mandskab og proviant undervejs, fra Hudson's Bay Company og North West Company. Problemet var bare, at disse kompagnier lå i strid indbyrdes, og deres lokale repræsentanter var derfor ikke særligt interesserede i at hjælpe udenforstående. Endvidere var Franklin uegnet som leder for en landbaseret ekspedition, idet han var overvægtig og dårlig til at bevæge sig i terrænet.

## Rejsen frem til Coppermine-floden
Rejsen fra England til Coppermine skulle vise sig at foregå uden vanskeligheder. Ekspeditionen forlod Gravesend den 23. maj og ankom til York Factory i Hudsonbugten den 30. august. På vejen havde de været inden om Orkneyøerne for at hyre folk til at trække bådene, de skulle bruge i Nordcanada. Kun fire var villige til at komme med, og de ville kun være med på den første del af turen.
Fra York Factory til Store Slavesø er der 2.700 kilometer gennem vildmark. På grund af kulde, vanskeligt terræn og manglende forsyninger tog det Franklin og hans mænd næsten et år at nå frem, Franklin nåede Fort Providence på nordkysten af Store Slavesø den 28. juli 1820. Sultforholdene langs ruten var så dårlige, at indianerne som boede i området, var begyndt at spise hinanden. Provianten, som de var blevet lovet fra de to handelskompagnier, udeblev delvis, og det var vanskeligt at få hyret ekstra jægere. Det meldte sig 16 pelsjægere af tvivlsom karakter, som fulgte med videre.
I Fort Providence fik Franklin kontakt med indianere, under høvding Akaitcho, som skulle jage for ekspeditionen. Akaitcho meddelte, at han ikke ville følge Franklin helt ud til kysten, efter som der var fjendskab mellem indianerne og inuittrene (da Hearne drog ned ad Coppermine, var en inuitgruppe blevet massakreret af indianerne, som fulgte med). Videre advarede Akaitcho om, at det var meget lidt vildt i området, og at han ikke kunne garantere kontinuerlige forsyninger.
Franklin etablerede et vinterkvarter nær Coppermine, der man byggede et par enkle hytter. Han kaldte stedet Fort Enterprise, og ekspeditionen overvintrede for at rejse ned ad Coppermine næste år. Det var en vanskelig vinter, med beskeden proviant og megen uro fra de hyrede jægere. Yderligere opstod der fjendskab mellem Back og Hood, på grund af ballade om en indianerkvinde. Til sidst drog Back afsted for at skaffe flere forsyninger, hvilket han klarede efter en 1.900 kilometer lang fodtur gennem et iskoldt landskab.

## Rejsen til nordkysten
Rejsen ned ad Coppermine startede den 4. juni 1821. Indianerne forlod ekspeditionen den 18. juli efter, at ekspeditionen var kommet ind i inuitternes område. Franklin gav dem, som drog afsted, streng besked om at lagre mad i Fort Enterprise, da han regnede med, at hvis ekspeditionen returnerede dertil, ville den være udsultet. Tyve mand fortsatte, femten jægere sammen med den oprindelige besætning.
Fra udmundingen af Coppermine-floden fortsatte mændene 800 kilometer øst over langs kysten i tre barkkanoer. De startede rejsen med mad til blot fjorten dage. Jægerne viste sig lidet egnede til at skaffe mad, og kanoerne blev skadede i stormene, man blev ramt af. Den 22. august forlod ekspeditionen kysten og begyndte at gå over land mod Fort Enterprise.

## Dødsmarchen tilbage til Fort Enterprise
Den sidste pemmikan endte den 4. september samtidig med, at den første vinterstorm slog til. Vildtet forsvandt også, så ekspeditionen måtte gå over til at spise lav eller de rådne kadavere, som ulvene havde efterladt. Til sidst måtte de spise deres reservestøvler. Landskabet, de drog gennem var vanskeligt, med skarpe klipper som ødelagde støvlerne og iskolde elve, som måtte forceres. Endvidere var det vanskeligt at navigere på grund af misvisningen og det dårlige vejr, som dækkede for solen.
Den 26. september støtte ekspeditionen på en elv, som man skønnede måtte være Coppermine-floden. Da var der kun 64 kilometer tilbage til Fort Enterprise, problemet var bare at komme over elven uden kanoer. Richardson prøvede at svømme over med et tov, men stivnede fuldstændig på grund af det kolde vand og måtte hales tilbage. Hele hans venstre side blev paralyseret, og han fik ikke sin fulde førlighed i venstre arm og ben tilbage før fire måneder senere.
Moralen var meget lav, mændene så ud som levende skeletter. En af jægerne, Junius, valgte at gå ud i skoven for at dø. Heldigvis havde en af de andre jægere, St Germain, kræfter tilbage til at lave en improviseret båd, som de nåede over elven med den 4. oktober.
En af jægerne, Vaillant, døde, da de begyndte at gå videre, og en anden, Credit, forsvandt i skoven.
Nu var gruppen i varierende grad af forfald og delte sig i tre. Back og tre jægere drog i forvejen mod Fort Enterprise for at hente forsyninger, Franklin fulgte efter med ni andre, mens Richardson, Hood og Hepburn blev tilbage ved Coppermine. Efter nogen tid vendte fire af jægerne, som fulgte Franklin, tilbage til de tre ved Coppermine.
Da Franklin nåede frem til Fort Enterprise 12. oktober, opdagede han, at indianerne ikke havde samlet nogen mad sammen der, eftersom de troede, at de hvide var døde. Det lå en besked fra Back om, at hans gruppe var draget videre for at finde Akaitcho. Franklin og hans gruppe måtte ligge i lejren, mens sulten svækkede dem yderligere.

## Mord og kannibalisme
Da en af de fire jægere, Michel Terohauté, kom tilbage til Richardsons lejr, påstod han, at de tre andre var "forsvundet". Han medbragte en hel del kød, angiveligt fra hare og agerhøne, som alle spiste med god appetit. To dage senere drog han igen ud i skoven og hentede mere "eksotisk" kød. Samtidig begyndte han at vise tegn på galskab og påstod, at de tre andre havde spist hans onkel, og at de lige så godt kunne spise ham også.
Den 20. oktober var Richardson og Hepburn ude i skoven, da de hørte et skud. Da de vendte tilbage til lejren, fandt de Hood skudt gennem baghovedet. Michel påstod, at Hood havde haft et "uheld". mens han rengjorde sit gevær.
Den 23. oktober så Richardson ingen anden udvej end at skyde Michel, hvorpå han og Hepburn satte kurs mod Fort Enterprise, som de nåede den 29. oktober. Der fandt de Franklin og hans følgesvende ude af stand til at bevæge sig, så udsultede var de. Den 1. november døde to af jægerne.

## Redningen
Den 7. november kom der tre indianere til lejren med proviant, sendt af Back (en af hans jægere var også omkommet). Indianerne plejede de udsultede tilbage til godt helbred, og den 16. november kunne følget forlade Fort Enterprise endeligt. Den 14. juli 1822 var ekspeditionen tilbage i York Factory.
Selv om ekspeditionen havde været en fiasko, blev Franklin en helt i England, han havde jo spist sine støvler.